# 로터 판 베이크

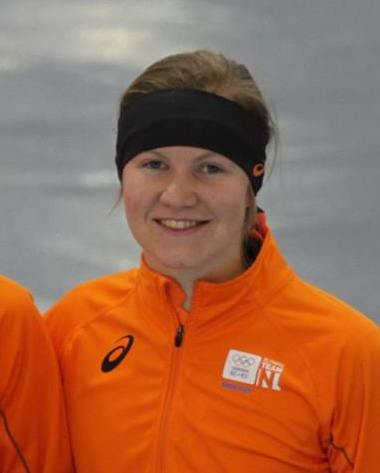

로터 판 베이크(네덜란드어: Lotte van Beek, 1991년 12월 9일~)는 네덜란드의 여자 스피드 스케이팅 선수이다.